# Малколм III Шкотски
Малколм III Шкотски (Шкотска, 26. март 1031 - Алнвик, 13. новембар 1093) је био краљ Шкотске. Био је син Данкана I.
Малколмова дуга владавина од 35 година је представљала увод у шкото-норманско доба. Најбоље је, међутим, познат као историјска подлога за истоимени лик у Шекспировој трагедији Магбет.

## Историја

### Борба са Магбетом
Магбет, господар Марија, једне од 7 провинција краљевине Шкотске, поразио је и убио краља Данкана I (1040) и владао као краљ пуних 17 година (1040-1057). Синови краља Данкана, Малколм и Доналд Бејн, нашли су спас у Енглеској. Малколм, познат под надимком Кинмор (Велика Глава) добио је војну помоћ из Енглеске и 1057. упао у Абердиншир. У бици код Лампенена је поразио Магбета, који је погинуо у бици. Магбетов посинак Лулах изабран је за краља, али га је Малколм поразио и убио неколико месеци касније, поставши краљ под именом Малколм III.

### Почетак енглеског утицаја у Шкотској
Током Магбетове владавине (1040-1057), Малколм је пуних 17 година живео у Енглеској на двору Едварда Исповедника (1042-1066), где је пао под енглески утицај. Живећи далеко од земље свог матерњег језика, гелског, научио је да говори енглески језик и навикао се на енглеске обичаје, упознавши и нормански феудални систем, који је управо у то време почео да продире из Нормандије, где је Едвард Исповедник дуго живео у изгнанству. Многи енглески великаши подржавали су Малколма у борби за шкотски престо, како би преко њега наметнули енглеску врховну власт Шкотској. Уз помоћ енглеске војске Малколм је поразио и убио Магбета и Лулаха и постао шкотски краљ.
Међутим, када је дошао на власт, Малколм је склопио савез са Викинзима из северне Шкотске, тражећи помоћ против Енглеза. Године 1059. оженио се са Ингебјорг, ћерком (или чак удовицом) Торфина Моћног, норвешког ерла Оркнија и водећег нордијског господара у Шкотској. Тако обезбеђен са севера, већ 1061. Малколм је упао у Нортамбрију и опустошио западне делове Камбрије, али није успео да заузме Карлајл.
Међутим, политичка ситуација у Британији потпуно се изменила 1066, када је Виљем Освајач освојио и уништио англосаксонску Енглеску, заменивши је норманском феудалном монархијом у којој су Англосаксонци сведени на статус робова. Неки преживели саксонски великаши нашли су уточиште у Шкотској, где их је Малколм прихватио као савезнике. Око 1070. оженио се Маргаретом од Весекса, унуком краља Едмунда Гвозденог (владао 1016), чији је брат Едгар био саксонски претендент на енглески престо. Троје њихове деце постали су касније краљеви Шкотске. Са краљицом Маргаретом почело је замењивање келтског (гелског) језика лотијанским енглеским најпре на шкотском двору, а касније и у влади, цркви и племићким круговима. Опадање гелског језика било је праћено променама у правно систему и локалној власти, што је убрзано увођењем феудализма у 12. веку.

### Ратови са Норманима
Малколмов брак разгневио је како његове келтске поданике, тако и шкотске Викинге и Виљема Освајача. У одговор, Малколм је 1071. напао и опустошио северну Енглеску, одвевши у Шкотску мноштво енглеских робова. За одмазду, Виљем освајач је 1072. упао у Шкотску копном и морем и потукао краља Малколма у бици код Абернатија у Пертширу, натеравши га да призна норманску врховну власт. Упркос томе, Малколм је упадао у северну Енглеску још најмање 3 пута - у последњем походу (1093) убијен је под зидинама замка Олнвик. Наследио га је млађи брат Доналд Бејн.

### Реформе
Увођењем енглеских обичаја и енглеског језика на свој двор, краљ Малколм је отуђио од себе велики део народа у Шкотској. Енглески утицај у Шкотској додатно се повећао подстицањем енглеских занатлија и трговаца да се насељавају у низијским деловима Шкотске. Уз то, Малколм је први формирао телесну гарду састављену од тешко наоружаних коњаника, по угледу на Нормане из Енглеске. Са друге стране, необично побожна краљица Маргарета је својим утицајем омогућила зближавање цркве и монархије и отворила пут новим монашким идјама из Европе у Шкотску, где су се свештеници и монаси слободно женили и остављали своје положаје у наслеђе синовима.

## Значај
Малколмова власт се није пружала на целој територији данашње Шкотске: север и запад је остао у рукама нордијских, нордо-гелских и гелских кланова и државица, а Шкотска је остала у границама које је зацртао претходни краљ Малколм II све до 12. века. Малколм III је водио низ ратова против Енглеске, које се обично тумаче његовим настојањем да освоји енглеску сјеверну грофовију Нортамбрију. Ти походи, међутим, нису резултирали никаквим значајнијим територијалним проширањем. Малколму као највеће достигнуће историчари приписују то што је успио обновити, односно одржати династију која ће Шкотском владати у каснијим периодима, иако његова улога "оснивача династије" има више везе с пропагандом коју су стварали његов најмлађи син Давид и његови потомци, него са историјском стварношћу.
Малколмова друга супруга Маргарета од Весекса је касније беатификована и постала једини шкотски краљевски светац. Сам Малколм, међутим, није уживао репутацију побожног владара. Са изузетком опатије Данфермлајн, његово име се не повезује са оснивањем или помоћи црквеним институцијама, односно вјерским реформама.

## Породично стабло
|  |                        |  |  |  |  |  |  |  |  |  |  |  |  |  |  |  |
|  | 4. Crínán of Dunkeld   |  |  |  |  |  |  |  |  |  |  |  |  |  |  |  |
|  |                        |  |  |  |  |  |  |  |  |  |  |  |  |  |  |  |
|  |                        |  |  |  |  |  |  |  |  |  |  |  |  |  |  |  |
|  | 2. Данкан I Шкотски    |  |  |  |  |  |  |  |  |  |  |  |  |  |  |  |
|  |                        |  |  |  |  |  |  |  |  |  |  |  |  |  |  |  |
|  |                        |  |  |  |  |  |  |  |  |  |  |  |  |  |  |  |
|  | 20. Кенет II Шкотски   |  |  |  |  |  |  |  |  |  |  |  |  |  |  |  |
|  |                        |  |  |  |  |  |  |  |  |  |  |  |  |  |  |  |
|  |                        |  |  |  |  |  |  |  |  |  |  |  |  |  |  |  |
|  | 10. Малколм II Шкотски |  |  |  |  |  |  |  |  |  |  |  |  |  |  |  |
|  |                        |  |  |  |  |  |  |  |  |  |  |  |  |  |  |  |
|  |                        |  |  |  |  |  |  |  |  |  |  |  |  |  |  |  |
|  | 5. Bethóc              |  |  |  |  |  |  |  |  |  |  |  |  |  |  |  |
|  |                        |  |  |  |  |  |  |  |  |  |  |  |  |  |  |  |
|  |                        |  |  |  |  |  |  |  |  |  |  |  |  |  |  |  |
|  | 1. Малколм III Шкотски |  |  |  |  |  |  |  |  |  |  |  |  |  |  |  |
|  |                        |  |  |  |  |  |  |  |  |  |  |  |  |  |  |  |
|  |                        |  |  |  |  |  |  |  |  |  |  |  |  |  |  |  |
|  | 3.                     |  |  |  |  |  |  |  |  |  |  |  |  |  |  |  |
|  |                        |  |  |  |  |  |  |  |  |  |  |  |  |  |  |  |
|  |                        |  |  |  |  |  |  |  |  |  |  |  |  |  |  |  |